# 隋炀帝 (电视剧)
《隋炀帝》，是中国2008年广州新时代影音公司出品的电视剧。共25集，姚橹、俞立文、杜振清、彭志东、叶钧、沙威、胡晓婷、景凤凌主演。

## 演员表
- 姚橹 饰 隋炀帝
- 彭志东 饰 宇文述
- 俞立文 饰 高熲
- 杜振清 饰 杨素
- 叶钧 饰 隋文帝
- 沙威 饰 阿华
- 胡晓婷 饰 萧皇后
- 景凤凌 饰 独孤皇后
- 杨御 饰 兰陵公主
- 吴韻 饰 贺兰夫人（独狐貴妃/鄂貴妃）
- 陈莉 饰 野妹
- 胡自和 饰 苏威
- 杨帆 饰 杨勇
- 马强 饰 杨谅
- 李晓枫 饰 铁憨（杨俨）
- 王群 饰 庄彪
- 马捷 饰 杨玄感
- 耿晓霖 饰 宇文化及
- 刘芳毓 饰 慧珊/慧文
- 高亚平 饰 焦五行
- 王春元 饰 苟德
- 刘肖 饰 耶路提
- 曹保业 饰 阿义
- 杨增元 饰 贺若弼
- 傅虹均 饰 段文振
- 邓立民 饰 虞世基
- 王往 饰 襄城王杨显（杨恪）
- 徐敏 饰 李密
- 刘洪林 饰 李渊
- 任明生 饰 李世民
- 蒋国印 饰 太医
- 孟璐 饰 张丽华
- 金淑媛 饰 高颎之母
- 施建岚 饰 杨素夫人